# Liste der Bodendenkmale im Landkreis Sächsische Schweiz-Osterzgebirge

Karte des Landkreises Sächsische Schweiz-Osterzgebirge

In der Liste der Bodendenkmale im Landkreis Sächsische Schweiz-Osterzgebirge sind die Bodendenkmale im Landkreis Sächsische Schweiz-Osterzgebirge nach dem Stand der Auflistung von Harald Quietzsch und Heinz Jacob aus dem Jahr 1982 aufgeführt. Eventuelle Änderungen und Ergänzungen, insbesondere aus der Zeit nach der Wende, sind nicht berücksichtigt, da für Sachsen aktuell keine neueren allgemein zugänglichen Bodendenkmallisten vorliegen. Die Kulturdenkmale sind in der Liste der Kulturdenkmale im Landkreis Sächsische Schweiz-Osterzgebirge aufgeführt.
Diese Liste ist eine Teilliste der Liste der Bodendenkmale in Sachsen.

## Aufteilung
Wegen der großen Anzahl von Bodendenkmalen im Landkreis Sächsische Schweiz-Osterzgebirge ist diese Liste in Teillisten nach den Städten und Gemeinden aufgeteilt.
| Karte | Bodendenkmale in …              | Denkmale              |
| ----- | ------------------------------- | --------------------- |
|       | Altenberg                       |                       |
|       | Bad Gottleuba-Berggießhübel     |                       |
|       | Bad Schandau                    |                       |
|       | Bahretal                        |                       |
|       | Bannewitz                       |                       |
|       | Dippoldiswalde                  |                       |
|       | Dohma                           |                       |
|       | Dohna                           |                       |
|       | Dorfhain                        |                       |
|       | Dürrröhrsdorf-Dittersbach       |                       |
|       | Freital                         | Burgwartsberg         |
|       | Glashütte                       |                       |
|       | Gohrisch                        |                       |
|       | Hartmannsdorf-Reichenau         |                       |
|       | Heidenau                        |                       |
|       | Hermsdorf/Erzgeb.               |                       |
|       | Hohnstein                       |                       |
|       | Klingenberg                     | Wasserburg Ruppendorf |
|       | Königstein (Sächsische Schweiz) |                       |
|       | Kreischa                        |                       |
|       | Liebstadt                       |                       |
|       | Lohmen                          |                       |
|       | Müglitztal                      |                       |
|       | Neustadt in Sachsen             |                       |
|       | Pirna                           |                       |
|       | Rabenau                         |                       |
|       | Rathen                          |                       |
|       | Rathmannsdorf                   |                       |
|       | Reinhardtsdorf-Schöna           |                       |
|       | Rosenthal-Bielatal              |                       |
|       | Sebnitz                         |                       |
|       | Stadt Wehlen                    |                       |
|       | Stolpen                         |                       |
|       | Struppen                        |                       |
|       | Tharandt                        |                       |
|       | Wilsdruff                       |                       |